# Planície Oxnard
A planície de Oxnard é uma grande planície costeira no sudoeste do condado de Ventura, Califórnia, Estados Unidos, cercada pelas montanhas da cordilheira Transverse. As cidades de Oxnard, Camarillo, Port Hueneme e grande parte de Ventura, bem como as comunidades não incorporadas de Hollywood Beach, El Rio, Saticoy, Silver Strand Beach e Somis estão dentro de mais de 520 km². A população dentro da planície compreende a maior parte da metade ocidental da área metropolitana de Oxnard-Thousand Oaks-Ventura e inclui a maior cidade ao longo da costa central da Califórnia. Os 26,6 km estão entre os maiores trechos de praias contínuas e lineares do estado.
Os solos de alta qualidade, o abastecimento de água adequado, o clima favorável, a longa estação de crescimento e a topografia nivelada são característicos da Planície de Oxnard, onde as principais culturas comerciais são morangos, framboesas, viveiros e aipo.
O condado de Ventura é um dos principais condados agrícolas do estado e é um componente significativo da economia, com um valor total de colheita anual no condado de mais de US$ 1,8 bilhão em 2014. Há um forte sentimento público para a retenção da produção agrícola, conforme refletido em as iniciativas SOAR - Save Open Space and Agricultural Resources (Salvar Espaço Aberto e Recursos Agrícolas) que foram aprovadas pelos eleitores.
Esta planície foi formada principalmente pela deposição de sedimentos do rio Santa Clara e do riacho Calleguas. Esta planície continha uma série de pântanos, salinas, lamaçais e lagoas antes da expansão da agricultura. O Rio Santa Clara é um dos maiores sistemas fluviais ao longo da costa do sul da Califórnia e apenas um dos dois sistemas fluviais restantes na região que permanecem em seus estados naturais. A planície de Oxnard fica de frente para a porção do Canal de Santa Bárbara no sul da Califórnia, estendendo-se desde a transição abrupta da costa rochosa íngreme em Point Mugu, nas montanhas de Santa Monica, ao sul, até o rio Ventura, ao norte. Proeminentes no horizonte sudeste estão a Montanha Conejo e o Pico Boney.
A Planície de Oxnard contém uma reserva petrolífera considerável com vários campos de petróleo ativos - o Campo de Petróleo de Oxnard, a leste de Oxnard, o Campo de Petróleo de West Montalvo, ao longo da costa ao sul da saída do Rio Santa Clara, e o Campo de Petróleo da Avenida Santa Clara ao norte da US Highway 101, perto de El Rio. Existem também vários campos petrolíferos abandonados menores. As instalações petrolíferas são intercaladas com usos de terras agrícolas a leste e a oeste de Oxnard.

## História

### Pré-história e povos indígenas
Assentamento humano em mais de 5.000 a.C. foi documentado em locais costeiros próximos. Esses sítios pré-históricos podem conter concheiros , locais de moagem de pedra, grandes aldeias, cemitérios e locais de fabricação de ferramentas. A diversidade de recursos naturais juntamente com o clima temperado com um longo período de cultivo produziram um extenso registo arqueológico da actividade humana ao longo da costa. O riacho Calleguas e o rio Santa Clara foram povoados por muitas aldeias nativas americanas, como evidenciado por sítios arqueológicos, como o sítio do riacho Calleguas, listado no Registro Nacional de Locais Históricos em 1976. Vários locais também foram documentados na Lagoa Mugu. Os numerosos sítios arqueológicos nas adjacentes montanhas de Santa Monica também demonstram a longa história da habitação humana. Muitos dos locais estão localizados adjacentes a fontes de água permanentes, pois a presença ou ausência de água é um preditor crucial da localização do local no sul da Califórnia. Muitos dos sítios arqueológicos na planície foram perturbados pela erosão, agricultura, esquilos, escavadeiras e outras fontes de perturbação cultural e natural.

### Período espanhol (1782 a 1822)
Exploradores espanhóis fizeram expedições à vela ao longo da costa do sul da Califórnia entre meados de 1500 e meados de 1700. No século 18, a Espanha iniciou a colonização e exploração do interior da Alta Califórnia. Eles estabeleceram um sistema tripartido composto por missões, presídios e pueblos. A Missão San Buenaventura foi fundada em 1782 próxima ao rio Ventura, a 16 km ao norte do rio Santa Clara. A planície de Oxnard era usada para pastar rebanhos de gado que exigiam milhares de acres. O modo de vida tradicional do povo Chumash tornou-se cada vez mais instável e insustentável na planície de Oxnard com a introdução destes animais. Eles também experimentaram contatos perturbadores adicionais através do número crescente de europeus e americanos que visitaram a costa da Califórnia em busca de peles de animais peludos, como lontras marinhas, e do comércio de peles e sebo a partir da década de 1790. A destruição provocada pelo gado e a escassez de plantas selvagens que utilizavam como alimento podem ter feito com que as missões parecessem ser a única alternativa viável a um modo de vida em desintegração. No seu auge em 1816, a missão tinha mais de 41.000 animais, incluindo 23.400 bovinos e 12.144 ovinos. Os 4.493 cavalos constituíam um dos maiores estábulos de cavalos dos locais missionários da Califórnia. A cultura Chumash, incluindo as relações políticas e sociais entre comunidades, o comércio e os padrões de casamento entre aldeias, não pôde ser sustentada à medida que cada vez mais indianos abandonavam o seu modo de vida tradicional e entravam na missão. A severa diminuição da população Chumash foi em resposta a um conjunto complexo de fatores sociais, econômicos e demográficos.

### Período mexicano (1822-1848)
O México conquistou a sua independência da Espanha em 1821. Com a secularização das missões pelo governo mexicano em junho de 1836, as suas terras foram concedidas como recompensa por serviços leais ou em resposta a petições de indivíduos. A maior parte das terras aráveis foi dividida em grandes ranchos em 1846. Isso abriu a planície de Oxnard para uma maior colonização pelos europeus. O controle da área foi transferido para os Estados Unidos sob o Tratado de Guadalupe Hidalgo em 1848 e a Califórnia tornou-se o 31º estado da União em 1850. Muitos residentes mexicanos e residentes que imigraram de países europeus tornaram-se cidadãos dos EUA.

### Migração europeia inicial
Muitas das famílias de ranchos espanhóis e mexicanos se beneficiaram quando o mercado de gado atingiu o pico entre 1848 e 1855 devido à Corrida do Ouro na Califórnia. A pecuária diminuiu drasticamente quando uma seca atingiu a área em 1863.[carece de fontes?]
James Saviers comprou uma propriedade em Rancho Colonia em 1862. Ele era um ferreiro e fazendeiro que cultivava e vendia eucaliptos usados para proteger as plantações dos ventos sazonais de Santa Ana que se originavam no interior e traziam ventos fortes, quentes e extremamente secos para a planície sem árvores. Os colonos Gottfried Maulhardt e Christian Borchard, juntamente com o filho de Christian, John Edward, e o sobrinho, Caspar, começaram a cultivar 12 hectares de trigo e cevada em 1867. Novos mercados para o grão foram abertos quando um cais de embarque foi construído pela primeira vez em 1871. em Hueneme. O imigrante irlandês Dominick McGrath chegou em 1874 com sua esposa e filhos para começar a cultivar na planície. Johnnas Diedrich, com sua noiva, Matilda, iniciou uma nova vida na agricultura em 1882, vindo de Hanover, Alemanha. A Nova Jerusalém foi fundada em 1875 ao longo da margem sul do rio Santa Clara. A comunidade, eventualmente renomeada como El Rio, ficava ao longo da rota entre Ventura e Hueneme. O feijão-lima tornou-se a cultura dominante, pois podia ser cultivado com muito pouca manutenção. Os agricultores estavam cultivando ativamente campos experimentais de beterraba sacarina em 1897.

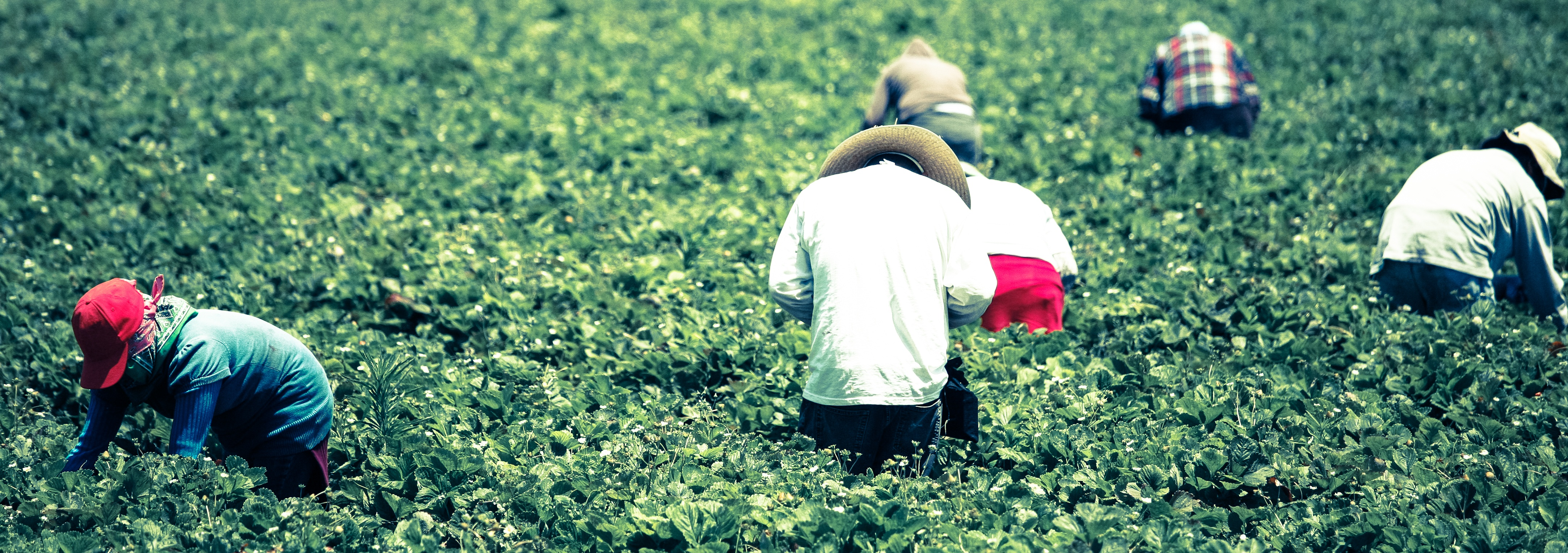
Trabalhadores rurais colhendo safra

### Desenvolvimento e crescimento da cidade
Em 1887, quando a ferrovia foi construída de Los Angeles até a vila de San Buenaventura, a estação Montalvo foi estabelecida na planície do lado norte do rio. Em 1898, o corte de Montalvo trouxe a ferrovia através do rio Santa Clara em El Rio e depois para o sul, onde a cidade de Oxnard estava sendo estabelecida. Os irmãos Oxnard construíram a fábrica da American Beet Sugar Company em um terreno no meio da planície que compraram de James Saviers. Ele se tornou juiz e juiz de paz honorário: Saviers Road recebeu seu nome na nova cidade de Oxnard que surgiu ao redor da fábrica. A ferrovia continuou com trilhos em direção ao leste saindo de Oxnard e eventualmente sendo estendida até Santa Susana em Simi Valley. O tráfego na linha férrea costeira foi redirecionado através de Oxnard em 1904 com a conclusão do Túnel de Santa Susana, que se tornou a rota mais direta entre Los Angeles e São Francisco.
A agricultura como indústria, diferenciada da agricultura familiar, começou com o acesso à malha ferroviária. Em 1903, esta transição nas práticas laborais agrícolas reuniu trabalhadores e prestadores de serviços de beterraba sacarina japoneses e mexicanos unidos em protesto enquanto os produtores, apoiados por financiadores, reduziam a taxa salarial em 50 por cento e procuravam eliminar os agentes de trabalho independentes. Os trabalhadores formaram a Associação Trabalhista Japonesa Mexicana para expressar suas preocupações. Embora um grupo étnico possa muitas vezes ser confrontado com outro para minar a solidariedade laboral, a greve de Oxnard de 1903 unificou-os, uma vez que os seus esforços paralisaram a indústria até que as suas exigências fossem satisfeitas.
Em 1911, J. Smeaton Chase notou os "prósperos campos de feijão e beterraba" ao descer das montanhas de Santa Mônica até a planície de Oxnard durante sua viagem a cavalo de 3.200 km do México ao Oregon. Em seu livro sobre a viagem, ele descreve a "sonolenta vila costeira de Hueneme" como um "fantasma de uma cidade outrora próspera" devido ao estabelecimento de uma fábrica de açúcar de beterraba. O outrora movimentado porto diminuiu drasticamente à medida que o tráfego de passageiros e carga mudou para a ferrovia.

### Pós-guerra e desenvolvimento moderno

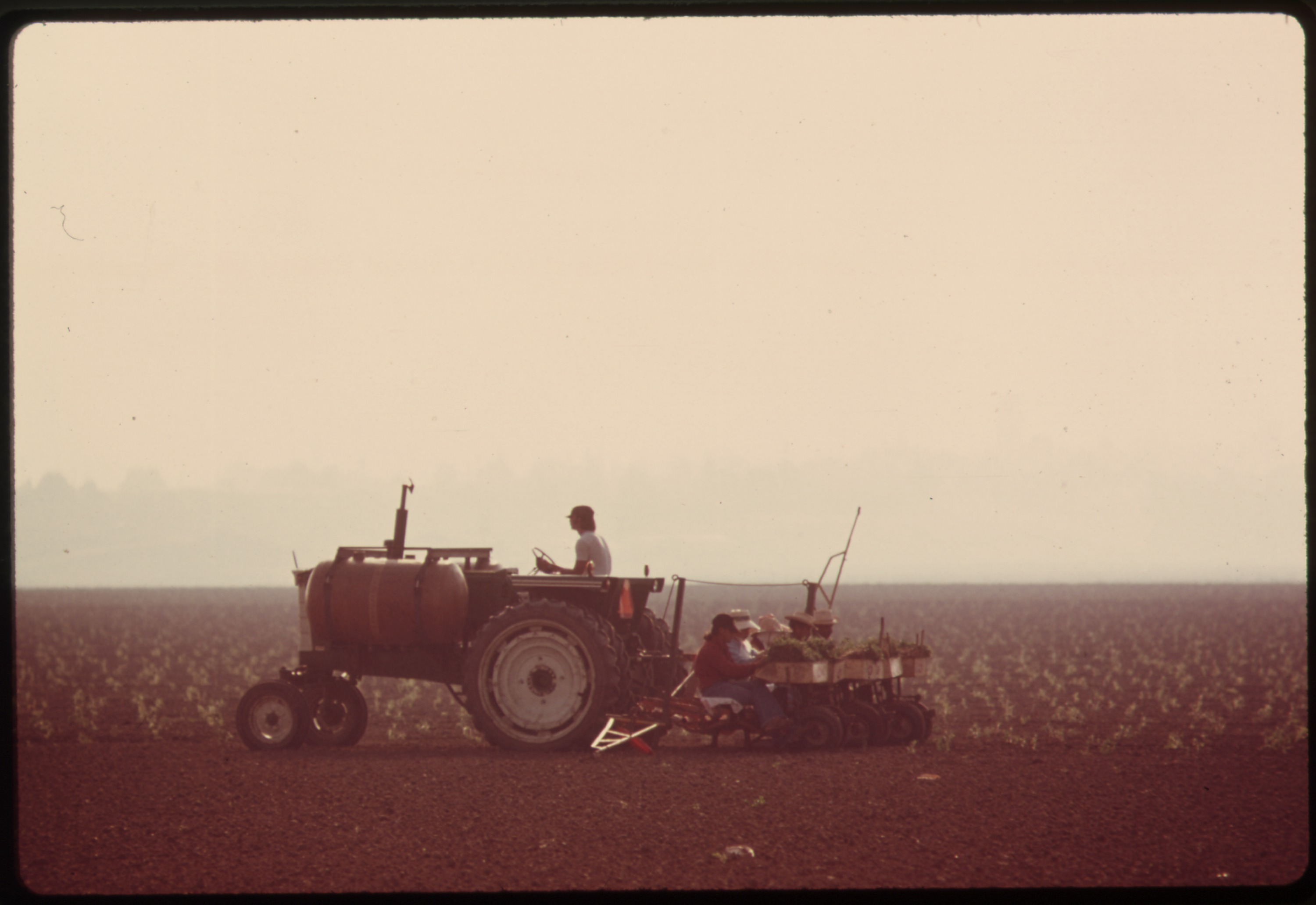
Planície de Oxnard, 1975

Embora a agricultura tenha sido importante para a economia na Planície de Oxnard, o crescimento acelerado na década de 1960 das cidades localizadas na planície expandiu-se através da construção de habitações, autoestradas e infraestruturas associadas sobre as ricas terras agrícolas. Vários métodos foram tentados para incentivar a construção de formas compactas e conectadas e reduzir a expansão urbana nas terras agrícolas. As "Diretrizes para o desenvolvimento ordenado" foram adotadas em 1969 pelo Condado de Ventura para incentivar o desenvolvimento urbano a ser localizado nas cidades incorporadas sempre e onde for possível. Eventualmente, foram estabelecidos acordos de cinturão verde entre as cidades para definir melhor as áreas de crescimento. Uma portaria de controle de crescimento foi adotada pela cidade de Ventura em 1995. “Save Open-space and Agricultural Resources” (SOAR) foi o nome dado a esses planos que limitariam o desenvolvimento habitacional e comercial nas terras agrícolas ao redor das cidades. Jean Harris e outros ativistas pressionaram o conselho municipal de Oxnard para apresentar uma medida aos eleitores. As iniciativas SOAR do condado de Oxnard, Camarillo e Ventura foram aprovadas por maioria esmagadora pelos eleitores em 1998. Sob o SOAR, as terras agrícolas e os espaços abertos fora dos limites de crescimento urbano de cada cidade não poderiam ser rezoneados sem a aprovação dos eleitores até 2020. Os regulamentos SOAR da cidade de Ventura expiram no final de 2030.
As iniciativas eleitorais em 2016 propuseram a prorrogação da lei de controle de crescimento por mais 30 anos. À medida que as medidas para renovar o SOAR foram colocadas em votação em todo o condado em 2016, uma proposta alternativa foi apresentada pelos interesses agrícolas.
Em 2014, os valores das terras agrícolas na Califórnia atingiram máximos históricos e a indústria agrícola estava optimista e até confiante quanto ao futuro. O uso de pesticidas é um problema na interface entre a agricultura e as áreas residenciais, juntamente com os usos públicos, como as escolas.

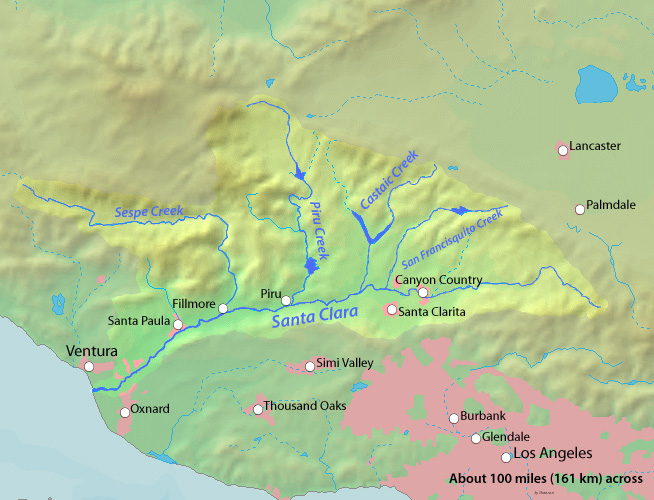
Bacia hidrográfica do Rio Santa Clara

Enquanto os vastos campos de solo fértil eram apreciados pela riqueza agrícola que podia ser produzida, as dunas de areia e as zonas húmidas ao longo da costa eram consideradas inúteis, excepto como locais de eliminação de resíduos sólidos e líquidos. Isso remonta pelo menos a 1898, quando a fábrica de açúcar de beterraba enviou a descarga de águas residuais através de uma tubulação para Ormond Beach. Várias outras áreas perto da costa foram utilizadas para despejo de lixo e resíduos de petróleo, muitas vezes com incentivo e supervisão do governo local. A Halaco Engineering Co., uma instalação de reciclagem de metal nas zonas úmidas de Ormond Beach, depositou resíduos de processo e águas residuais da fundição de 1965 a 2004 no que era supostamente um antigo lixão a céu aberto operado pela cidade de Oxnard até 1962. A pilha de resíduos contém um estimado em 86.300 m³ e a instalação foi designada como local do Superfund. Outras grandes indústrias poluentes foram citadas nas zonas húmidas de Ormond Beach antes que as preocupações ambientais destacassem a importância de restaurar a área para servir como um habitat dinâmico para uma grande variedade de plantas e animais nativos.
Ao longo dos anos, muitas comunidades tentaram controlar o Rio Santa Clara estabelecendo aterros sanitários ao longo das margens para criar diques que impediriam o rio de inundar terras adjacentes durante anos ocasionais com fortes chuvas de Inverno. Três locais de despejo a cerca de 3,2 km rio acima da foz do rio ficaram sob o controle do Distrito Sanitário Regional de Ventura em 1988. Eles continuaram a usar os locais até serem fechados em 1996.
Instalações municipais de tratamento de águas residuais, descarregadores industriais e estações de geração de energia são descarregadores de fontes pontuais ao longo da costa da planície de Oxnard. A qualidade da água nas inúmeras praias tem sido muito boa, com algumas exceções. Duas estações geradoras de energia foram construídas na década de 1960 para aproveitar o oceano para resfriamento. A Reliant Energy comprou a estação geradora Mandalay da Southern California Edison em 1998. O conselho municipal de Oxnard tentou impedir a construção de uma terceira usina em 2012. Após anos de disputas legais, a usina McGrath Peaker de 45 megawatts  foi construída por Edison. próximo à usina de Mandalay.

## Geografia
Esta planície é limitada pela Serra de Santa Mônica, pela Serra de Santa Susana, pela Serra de Topatopa ao norte, pelo Vale do Rio Santa Clara ao nordeste e pelo Canal de Santa Bárbara ao sul e oeste. A topografia da planície é relativamente plana. Foi formado principalmente pela deposição de sedimentos do Vale do Rio Santa Clara e da bacia hidrográfica do Riacho Calleguas antes de desaguarem no Oceano Pacífico. Os depósitos aluviais destes rios têm geralmente 30 metros de largura e situam-se sobre rochas sedimentares do Pleistoceno e do Plioceno. O Rio Santa Clara é um dos maiores sistemas fluviais ao longo da costa do sul da Califórnia e apenas um dos dois sistemas fluviais restantes na região que permanecem em seus estados naturais e não canalizados. Antes da expansão agrícola, instalação de sistemas de drenagem e outros distúrbios, esta área costeira ampla e plana continha uma série de pântanos, salinas, lamaçais e lagoas.: xix  Historicamente, os fluxos de inundação do riacho Calleguas se espalharam pela planície de inundação e pelo os sedimentos depositados criaram as ricas terras agrícolas da planície de Oxnard. Com a agricultura durante todo o ano na planície de inundação, foram construídos canais de betão e diques de terra para conter o fluxo. Isso causou aumento de sedimentos na Lagoa Mugu e inundações durante chuvas extremas.(p4–13)  A costa de 26,6 km está entre os trechos mais longos de praias lineares e contínuas do estado. Com o Porto de Hueneme, o Porto das Ilhas do Canal e o Porto de Ventura, juntamente com uma série de quebra-mares, molhes e esporões, este é um dos litorais mais projetados do estado, com uma geografia costeira complicada.(p56)

### Lençóis freáticos

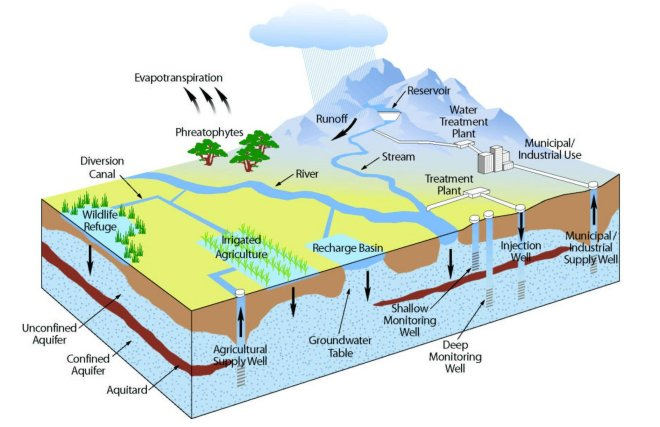
Diagrama das águas subterrâneas em relação ao ciclo hidrológico e hidrossocial

A intrusão de água salgada do oceano ocorreu no sul da planície de Oxnard devido ao esgotamento das águas subterrâneas. A Companhia de Irrigação de Santa Clara foi constituída em 1870 e retirava água do Rio Santa Clara, utilizando um sistema de valas para irrigar as culturas de grãos. Os primeiros colonizadores começaram a bombear pouco depois para apoiar as atividades agrícolas com o que inicialmente era uma fonte mais fiável. Na era moderna, grande parte das águas subterrâneas tornou-se inútil para usos agrícolas ou potáveis devido à intrusão de água salgada. Ao contrário da costa de Los Angeles e do condado de Orange, o condado de Ventura não possui barreiras para impedir que a água do oceano penetre nos aquíferos interiores.
Sustainable Groundwater Management Act, foi assinada como lei da Califórnia em 2014, criou uma estrutura para a gestão sustentável e local de águas subterrâneas pela primeira vez na história da Califórnia. Em resposta, o Conselho de Supervisores do Condado de Ventura aprovou um decreto de emergência que interrompeu a perfuração de poços na Planície de Oxnard. Os níveis das águas subterrâneas diminuíram durante a seca de 2012–2013.

#### Distrito Municipal de Águas de Calleguas
O Distrito Municipal de Águas de Calleguas, um atacadista de água, atende cerca de 75% da população do condado de Ventura. Calleguas envia água estadual do Delta para Oxnard, Port Hueneme e Camarillo na planície de Oxnard e Moorpark, Thousand Oaks, Simi Valley e áreas não incorporadas no condado leste. Estas áreas também utilizam águas subterrâneas e superficiais, mas a salinidade destas fontes aumentou. A fonte dos sais é uma combinação de atividades agrícolas, industriais e residenciais em conjunto com os sais da água importada. O United Water Conservation District financiou um estudo de viabilidade detalhado em 2014 e descobriu que as águas subterrâneas prejudicadas no sul da planície de Oxnard são adequadas para tratamento por osmose reversa, com uma faixa de recuperação aceitável de 72 a 80 por cento. Muitas agências locais, especialmente as da Bacia Hidrográfica do Riacho Calleguas, construíram ou estão instalando dessalinizadoras para tratar águas subterrâneas salgadas. A água tratada poderá ser utilizada para abastecimento potável, o que tornará a região menos dependente da água estatal importada. O restante concentrado de sal será enviado ao mar através do Projeto Regional de Gestão de Salinidade de Calleguas. Este projeto de gasoduto de US$ 220 milhões começou em 2003 e se estende desde o emissário marinho até Simi Valley. Esse gasoduto atende dessalinizadores em Simi Valley, Moorpark e Camrosa Water District no Vale de Santa Rosa.

#### Camarillo e Vale de Santa Rosa
O sistema de água da cidade de Camarillo atende cerca de dois terços de seus residentes. Importa cerca de 60% de sua água do projeto estadual de água através do Distrito Municipal de Águas de Calleguas e 40% é bombeado de três poços. O Projeto Dessalinizador North Pleasant Valley é um projeto de US$ 66,3 milhões para tratar água salobra de poço. O projeto começou a ser construído em setembro de 2019. A cidade realizou uma cerimônia de inauguração em novembro de 2021, quando a usina começou a operar. Após extensos testes e ajustes, a usina começou a produzir água para a cidade em janeiro de 2023.
O Distrito Aquático de Camrosa atende cerca de 30.000 pessoas em Camarillo e no Vale de Santa Rosa, juntamente com clientes agrícolas. O distrito, que cobre 80 km2 (31 milhas quadradas), está sediado em Camarillo. Camrosa concluiu a Estação de Tratamento de Água Round Mountain, uma instalação de dessalinização, em 2015. Ela limpa águas subterrâneas salobras e produz 1.200.000 m3 (1.200.000 m3) de água potável por ano. A instalação foi o primeiro cliente pagante do Projeto Regional de Gestão de Salinidade de Calleguas.

#### Oxnard
Em 2008, a cidade iniciou uma usina de dessalinização perto do Oxnard Transit Center, que trata as águas salobras subterrâneas de poços próximos. O abastecimento de água na Planície de Oxnard foi ampliado por uma Advanced Water Purification Facility (AWPF) de US$ 71 milhões construída pela cidade de Oxnard. A planta purifica a água de esgoto tratada a níveis superlimpos que podem ser usados em plantações, por clientes industriais e para paisagismo aquático. A água também pode ser injetada no solo, de onde pode ser bombeada meses depois para uso no abastecimento de água potável. Quando as licenças finais foram emitidas, a AWPF começou a fornecer água a um lago no campo de golfe River Ridge em 2015. A água do lago é usada para irrigar o campo de golfe. Gradualmente, os dutos começam a atender parques da cidade, canteiros centrais e todo o paisagismo em novos empreendimentos, incluindo dois ao longo do rio Santa Clara: RiverPark, uma comunidade de 1.800 casas e Wagon Wheel com 1.500 apartamentos e condomínios. A água também é fornecida a clientes industriais e agricultores próximos à usina. Inicialmente, as tubulações necessárias para alcançar agricultores adicionais atendidos pelo Pleasant Valley County Water District com 15.200 acres-pés por ano (18.700.000 m3) não foram concluídas até 2016, mas o distrito conseguiu usar temporariamente a linha de salmoura para levar a água aos agricultores durante a seca.

#### Distrito Unido de Conservação da Água
Formado em 1950, o United Water Conservation District combate o excesso de águas subterrâneas através de uma combinação de recarga de aquíferos e fornecimento alternativo de águas superficiais. O Distrito abrange cerca de 87.000 hectrares e possui o Lago Piru e instalações importantes ao longo do Rio Santa Clara que são usadas para gerenciar o abastecimento de água subterrânea. O United Water Conservation District fornece distribuição de água no atacado por meio de três tubulações para várias partes da Planície de Oxnard. Um é o sistema Oxnard/Hueneme que atende a cidade de Oxnard, a Agência de Água de Port Hueneme (Cidade de Port Hueneme, Channel Islands Beach CSD) e a Base Naval do Condado de Ventura (Point Mugu e o Centro do Batalhão de Construção). Um segundo gasoduto atende usos agrícolas na planície de Oxnard. O terceiro sistema fornece água para a área de Pleasant Valley localizada entre Oxnard e Camarillo. As taxas unidas para usos não agrícolas são pelo menos três vezes maiores do que as cobradas aos usuários agrícolas, conforme exigido pelo código estadual de águas.
A Barragem de Desvio Vern Freeman, construída pela United Water em 1991 no rio Santa Clara, canaliza água para bacias rasas destinadas a reabastecer o aquífero. Durante décadas, antes da construção da estrutura, foram construídas barragens de terra no rio para desviar água para os agricultores e reabastecer o aquífero. As bermas teriam de ser reconstruídas sempre que as chuvas de inverno criassem um fluxo que rompesse as bermas. Southern California Steelhead foi declarada ameaçada de extinção em 1997 e a escada para peixes na estrutura foi considerada insuficiente. O Serviço Nacional de Pesca Marinha determinou que consertar isso era uma alta prioridade, uma vez que é a primeira estrutura que a truta prateada encontra ao tentar migrar do oceano.
A United liberou água do Lago Piru para recarregar especificamente o Fox Canyon na planície de Oxnard pela primeira vez em 2019.

### Praia de Ormond

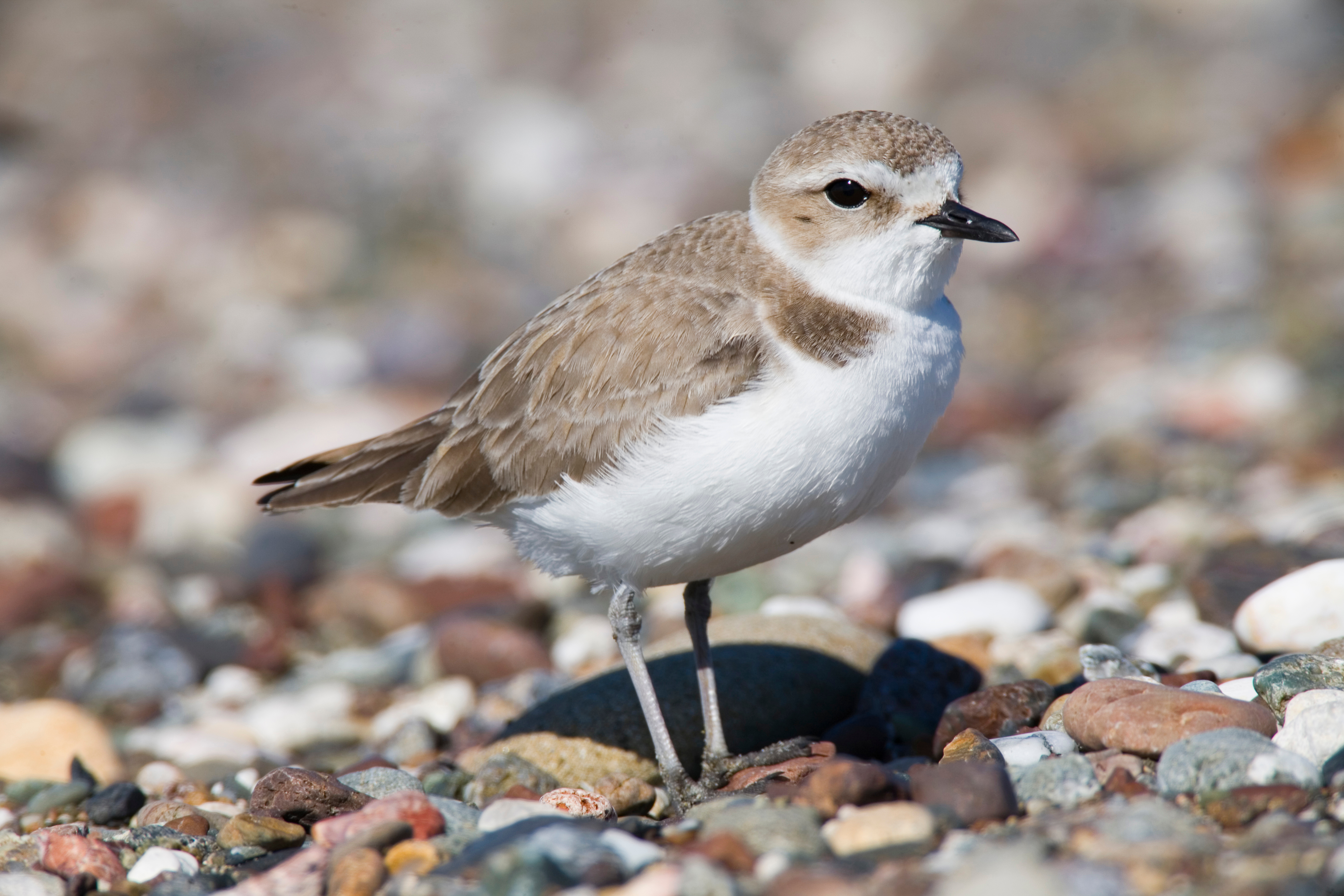
Tarambolas nevadas nidificam em diversas praias

Ormond Beach é uma área costeira ampla e plana de 610 hectares no lado sul da Planície de Oxnard que historicamente continha pântanos, salinas, lamaçais e lagoas. A expansão da agricultura e da indústria drenou, encheu e degradou grande parte das zonas húmidas ao longo do século passado, mas a área tem um sistema de zona de transição de dunas-pântano ao longo de grande parte da praia de duas milhas (3,2 km) que se estende do Porto Hueneme até o limite noroeste da Estação Aérea Naval de Point Mugu.

### Perigos
A costa está sujeita a inundações por um tsunami de até 7 metros de altura.